# Borgo Valbelluna
Borgo Valbelluna ist eine italienische Gemeinde (comune) mit 13.475 Einwohnern (Stand 31. Dezember 2023) in der Provinz Belluno, Region Venetien.

## Geographie
Borgo Valbelluna liegt am orographisch linken Piaveufer am Fuß der Dolomiten, etwa 15 km ostnordöstlich von Feltre und 15 km westsüdwestlich von Belluno entfernt.
Nachbargemeinden sind Cesiomaggiore, Cison di Valmarino (TV), Feltre, Follina (TV), Limana, Miane (TV), Quero Vas, Revine Lago (TV), Santa Giustina, Sedico, Valdobbiadene (TV).

## Verwaltungsgliederung
Die Gemeinde Borgo Valbelluna besteht aus den Fraktionen: Bardies, Boschi, Campedei, Campo, Campo San Pietro, Canai, Carfagnoi, Carve, Carve Montagna, Casteldardo, Cavassico Inferiore, Cavassico Superiore, Cesana, Col, Colderù, Confos, Conzago, Cordellon, Corte, Farra, Follo, Frontin, Gus, Lentiai, Marcador, Marziai, Mel, Morgan, Nave, Pagogna, Pellegai, Pialdier, Pranolz, Puner, Ronchena, Sant’Antonio Tortal, Samprogno, San Candido, Signa, Stabie, Tallandino, Tiago, Torta, Tremea, Trichiana, Valmaor, Vanie-Rive di Villa, Villa di Villa, Villapiana und Zottier.

## Geschichte
Die Streugemeinde Borgo Valbelluna entstand am 30. Januar 2019 aus dem Zusammenschluss der bis dahin eigenständigen Gemeinden Lentiai, Mel und Trichiana gebildet. Der Gemeindesitz liegt in Mel. Zuvor hatten sich die Bürger der drei Gemeinden in einem Referendum im Dezember 2018 für den Zusammenschluss der Gemeinden ausgesprochen.

## Sehenswürdigkeiten
- Burg Zumelle
- Palazzo Zorzi
- Pfarrkirche Santa Maria Assunta in Lentiai
- Erzpfarrkirche Santa Maria Annunziata in Mel
- zahlreiche Villen und Palazzi des 16. und 18. Jahrhunderts
- historisches Zentrum von Villa di Villa

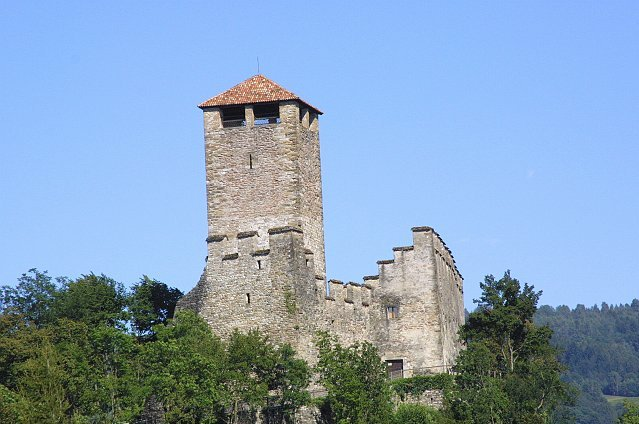
Castello di Zumelle
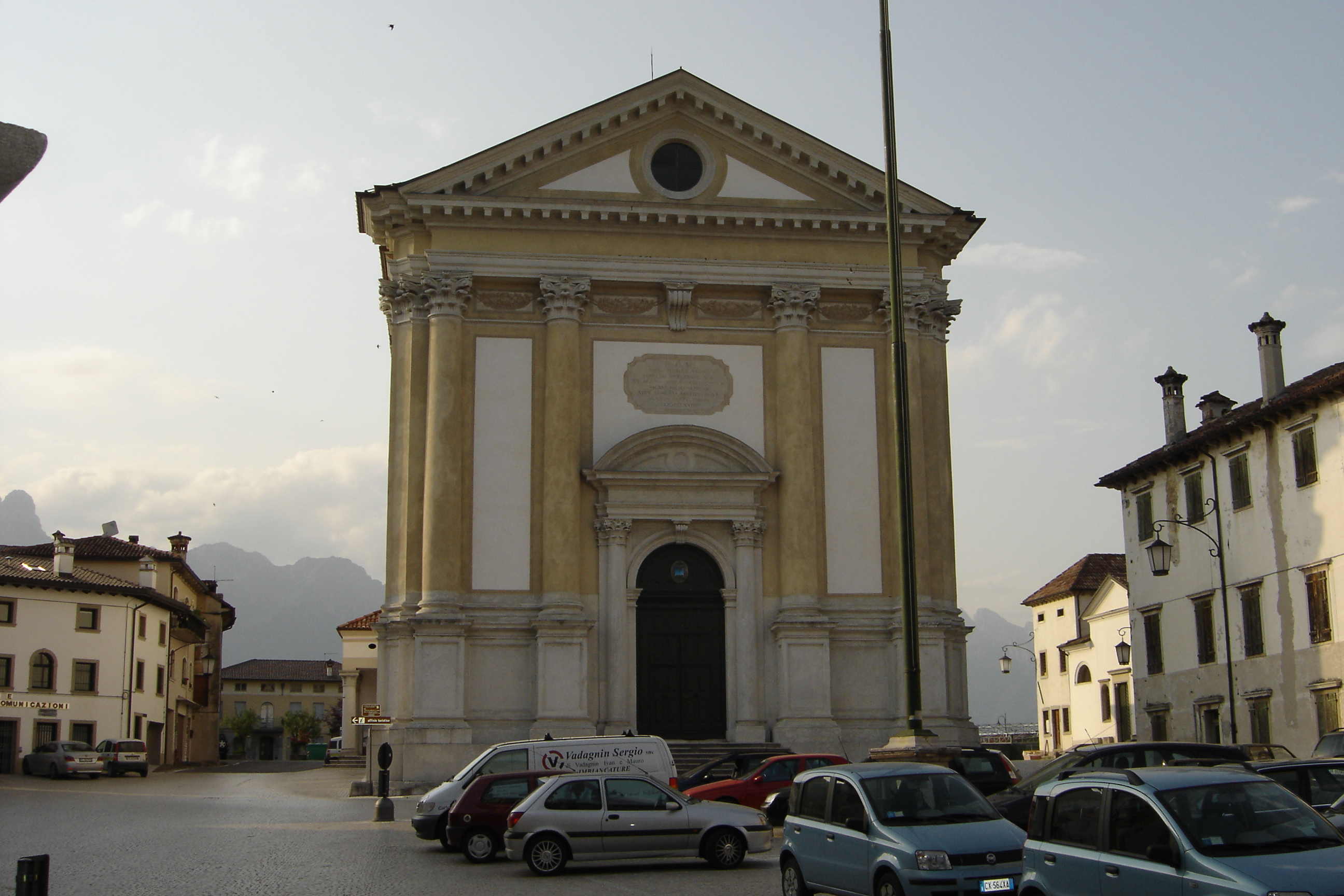
Erzpfarrkirche Maria Annunziata in Mel
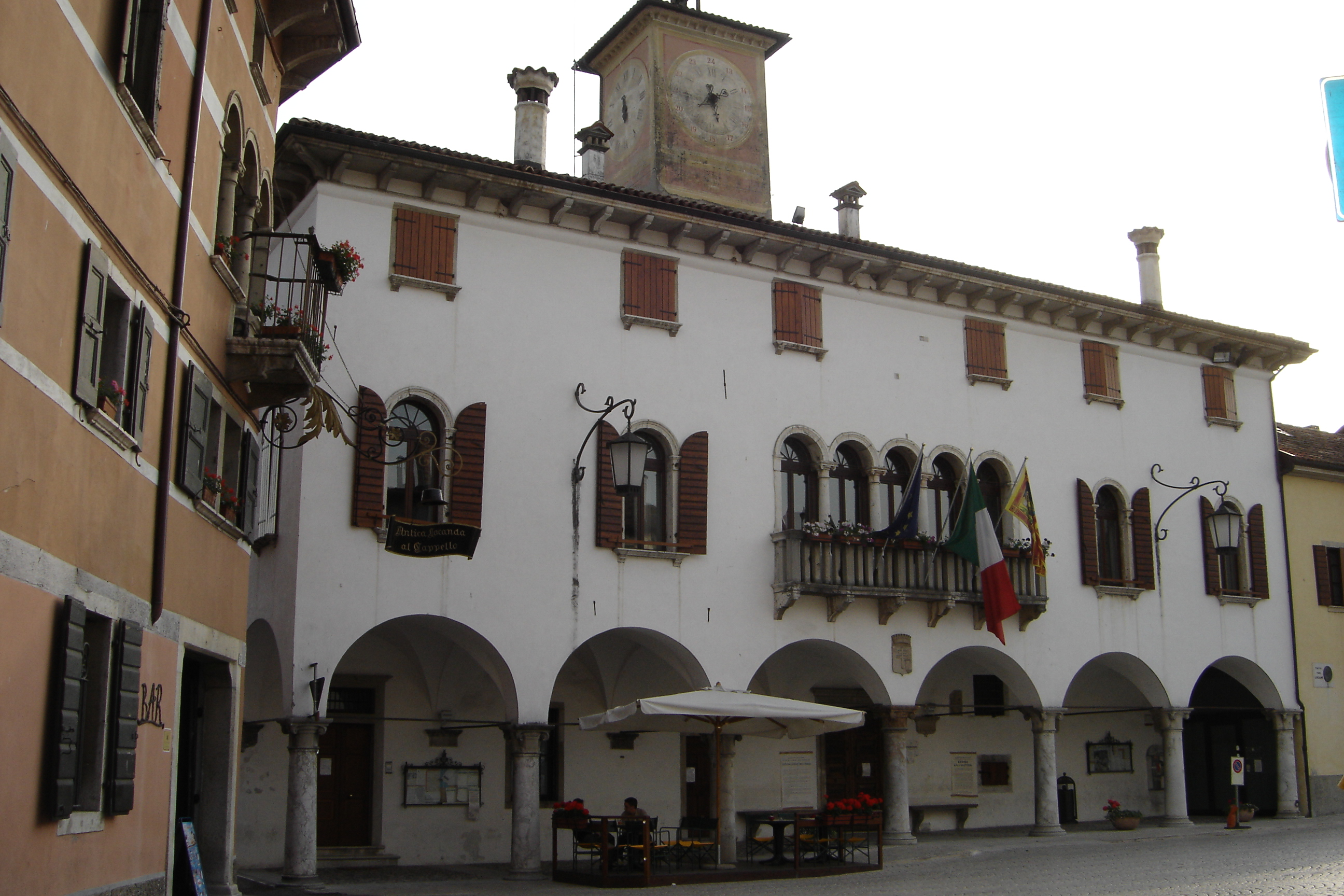
Palazzo Zorzi in Mel, Rathaus
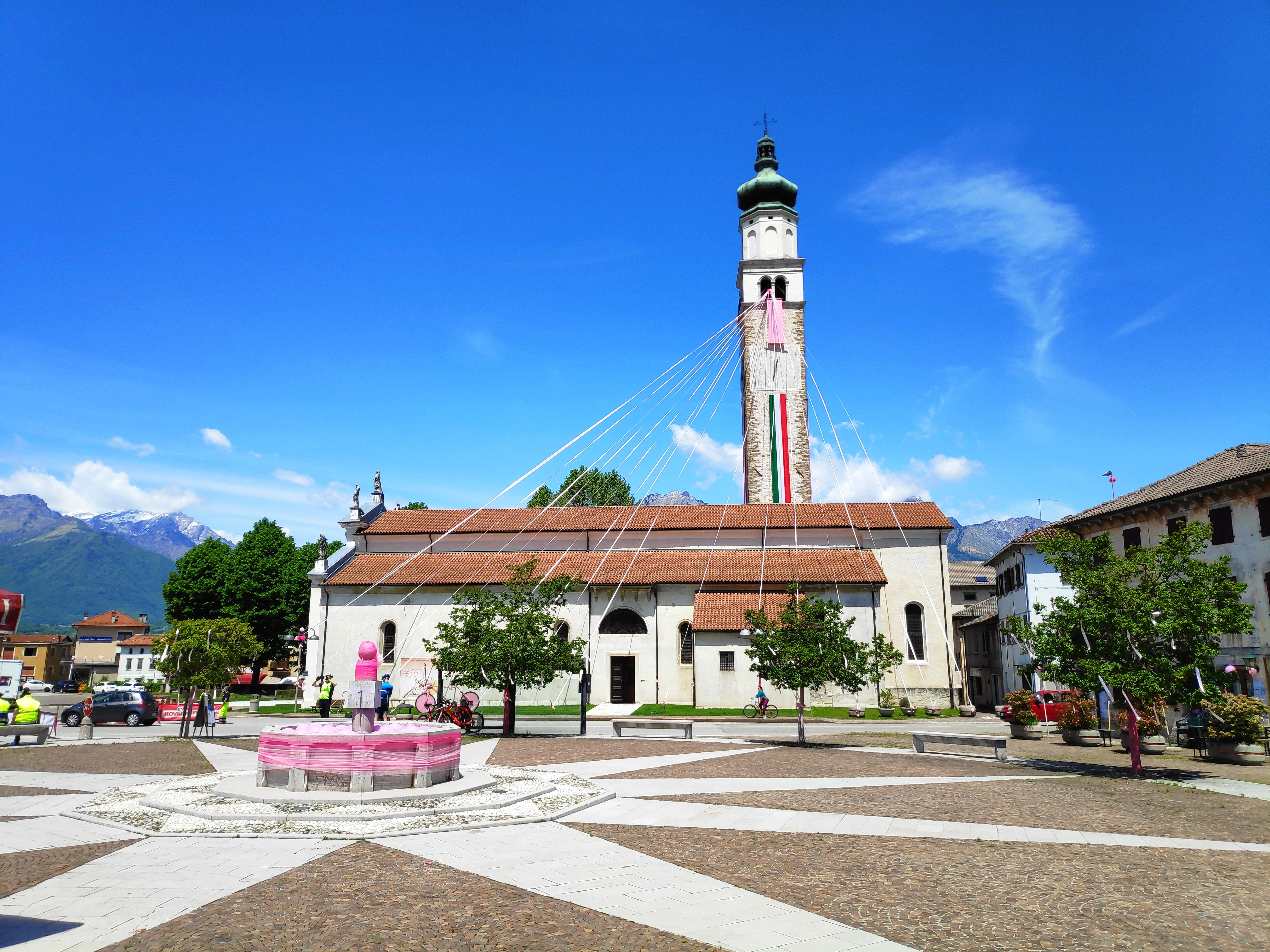
Pfarrkirche Santa Maria Assunta in Lentiai

## Partnerschaften
Trichiana pflegt eine Partnerschaft mit der französischen Gemeinde Saubens im okzitanischen Département Haute-Garonne.